# Paweł Paluch
Paweł Józef Paluch – polski akordeonista, profesor sztuki.

## Życiorys
W 1987 r. ukończył studia instrumentalistyki w Akademii Muzycznej w Krakowie, w 2020 r. uzyskał tytuł profesora sztuki. Został pracownikiem naukowym w Instytucie Muzyki, Kolegium Nauk Humanistycznych Uniwersytetu Rzeszowskiego, w Akademii Muzycznej w Krakowie, oraz na 
Uniwersytecie Muzycznym Fryderyka Chopina w Warszawie.
Jest promotorem dwóch prac doktorskich.